# Carl Zeiss
Carl Zeiss (Weimar, 11. rujna 1816. – Jena, 3. prosinca 1888.) bio je njemački optičar i poduzetnik, najpoznatiji po tome što je osnovao tvrtku »Carl Zeiss« za proizvodnju optike i preciznih instrumenata 1846. godine.
Peto je dijete od dvanaest u obitelji majstora izrađivača igračaka Johanna Gottfrieda Augusta Zeissa (1785. – 1849.) i Johanne Antoinette Friederike (1786. – 1856.) odvjetnikove kćeri. Otac ga je upisao na studij filologije i povijesti.
Dana, 10. svibnja 1846. skupio je dokumentaciju za pokretanje mehaničkoga laboratorija. Iste godine osnovao je tvrtku Carl Zeiss, za proizvodnju preciznih optičkih uređaja, osobito mikroskopa u gradu Jeni u Njemačkoj.

Zeiss se usredotočio na kvalitetu proizvoda i to mu je omogućilo da se nametne na tržištu. Ova važna značajka proširena je na cijelu proizvodnju društva i nakon njegove smrti. Nakon povećanja proizvodnje, tvrtka se premjestila u veći pogon u Jeni.
Godine 1861. dobio je zlatnu medalju turingijske industrijske izložbe za najbolji istraživački alat proizveden u Njemačkoj, dodijeljen mikro stanici I. st. 1857.
Godine 1866., upoznao je fizičara Ernsta Abbea, koji je iste godine postao članom tvrtke. Znanstvenim radom u optici omogućio je procvat Zeissove tvrtke. Usavršio je mikroskop, konstruirao i dotjerao mnoge optičke instrumente: refraktometar, dalekozor s prizmama, objektive za fotokameru, daljinomjer i dr. Godine 1884., pridružio se i kemičar Otto Schott.
Nakon što je Carl Zeiss umro prirodnom smrću 3. prosinca 1888., Ernst Abbe osnovao je 1889. godine »Fondaciju Carl Zeiss«, kako bi pomogla znanstvena istraživanja i poboljšanja kvalitete rada.
Po njemu su nazvane škole i ulice.